# زملول ضيق الأبواغ
زملول ضيق الأبواغ (الاسم العلمي: Exobasidium angustisporum) هو نوع من الفطريات يتبع جنس الزملول من فصيلة الزملولية.